# Поцциллі
Поцциллі (італ. Pozzilli) — муніципалітет в Італії, у регіоні Молізе, провінція Ізернія.
Поцциллі розташоване на відстані близько 140 км на схід від Рима, 55 км на захід від Кампобассо, 17 км на південний захід від Ізернії.
Населення — 2407 осіб (2014).

## Демографія
Населення за роками:

Станом на 1 січня 2023 року в муніципалітеті офіційно проживав 51 іноземець з 16 країн, серед них 12 громадян країн Євросоюзу та 8 громадян України.

## Сусідні муніципалітети
- Аккуафондата
- Капріаті-а-Вольтурно
- Конка-Казале
- Філіньяно
- Монтакуїла
- Монтеродуні
- Венафро
- Вітікузо